# Kasō taishō
Kasō taishō (仮装大賞, ou Kasou taishou, « Grand prix du déguisement »), abréviation de Kin-chan no kasō taishō (欽ちゃんの仮装大賞, « Grand prix du déguisement de Kin-chan ») est une émission semestrielle diffusée sur NTV durant laquelle divers groupes amateurs (ou des artistes en solo) exécutent de courtes saynètes, qui sont ensuite notées par un jury. Beaucoup de ces saynètes reposent sur la simulation ingénieuse d’effets spéciaux cinématographiques sur scène, surtout ces dernières années ; la plus célèbre d’entre elles, qui est aussi la plus réussie en ce qui concerne les effets spéciaux simulés précités, est largement connue sous le nom (anglais) « Matrix ping pong » (soit « Ping-pong Matrix » en français).

## Matrix ping pong
« Matrix Ping Pong » est une séquence vidéo populaire sur Internet : on peut y voir deux artistes y mêler mouvements inspirés par le film Matrix et pratique du ping-pong, avec l’aide de kurokos — nom donné aux machinistes du théâtre kabuki — pour tenir les accessoires dans les airs, leur permettant ainsi d’effectuer des mouvements comiques et pour le moins improbables dans la réalité. La plupart des éléments de l’ensemble sont situés devant un fond noir, ce qui dérobe les machinistes à l’œil. En fait, on pense de prime abord assister à une partie de ping-pong normale, jusqu’à ce que les joueurs réalisent des prouesses incroyables.
Cette représentation, conduite par le chef d’équipe Hideki Kajiwara (梶原 比出樹, Kajiwara Hideki), a remporté la compétition le 31 mars 2003 ; la vidéo est devenue un mème sur Internet pour un moment.

## Postérité
- Dans le clip Flamboyant de 2004 des Pet Shop Boys, on peut voir des extraits de la compétition de Kasō taishō.
- Une adaptation singapourienne, Que le spectacle commence (全民创意争霸赛), est diffusée sur MediaCorp Channel 8.
- Une adaptation allemande intitulée Mascerade - Deutschland verbiegt sich (« Mascarade - L’Allemagne se plie en deux ») est diffusée sur ProSieben.
- Une adaptation indonésienne nommée Masquerade est diffusée sur RCTI.
- Une adaptation malaisienne dont le titre est Masquerade est diffusée sur TV3 (Malaisie) de 17h00 à 17h30.
- L’émission a également été adaptée en France en 2006 sous le nom Mascarade : elle a été diffusée sur TF1 à partir du mercredi 26 juillet 2006, présentée par Christophe Dechavanne et Patrice Carmouze[2].